# Yangiyo'l
Yangiyo'l es una localidad de Uzbekistán, en la provincia de Taskent.
Se encuentra a una altitud de 350 m sobre el nivel del mar. 

## Demografía
Según estimación 2010 contaba con una población de 74 623 habitantes.